# Bart Campolo
Bart Campolo (né le 2 avril 1963 à Philadelphie) est un conférencier et écrivain humaniste américain.

## Biographie
Bart Campolo est le fils de Tony Campolo, il est d'abord pasteur avant de se tourner vers l'humanisme séculier. Bart Campolo  est le cofondateur de Mission Year et l'auteur de plusieurs ouvrages, dont Kingdom Works: True Stories of God and His People in Inner City America (Les œuvres du Royaume : histoires vraies de Dieu et de son peuple dans l’Amérique urbaine) et Things We Wish We Had Said, coécrit avec son père. Son livre le plus récent, Why I Left, Why I Stayed (Pourquoi je suis parti, pourquoi il est resté), également écrit à quatre mains avec son père, propose une réflexion sur le parcours spirituel de chacun et la manière dont leurs chemins ont divergé. Il est le premier aumônier humaniste de l'Université de Californie du Sud,.